# Ghadduwah
Ghadduwah (arabe : غدوه) est une oasis et une ville située au sud-ouest de la Libye.

## Géographie
Ghadduwah est située dans le Fezzan, entre Sebha (environ 70 km au N.) et Mourzouq (environ 70 km au S.-S.-O.). À environ soixante-dix kilomètres au nord de Ghadduwah se trouve l'oasis d'Hagiara.

## Climat
Ghadduwah possède un climat désertique chaud (classification de Köppen BWh) ; la température moyenne annuelle est de 23,1 °C. Au cours de l'année, il n'y a pratiquement aucune précipitation ; la moyenne des précipitations annuelles est de 8 mm,.